# 鍾亞瑟
鍾亞瑟（Raymond Arthur Chung，1918年1月10日—2008年6月23日）是圭亞那首任正式總統，於1970年3月17日至1980年10月6日出任該國總統一職。他也是首位亞洲以外國家的華裔（客家人）總統。在他擔任總統期間，總統只是圭亞那的象徵式元首，實權由時任總理的林登·福布斯·桑普森·伯纳姆掌握。

## 生平
鍾亞瑟祖籍廣東梅州大埔，華僑華人，他父親 Joseph 在中國出生，早年渡海去了圭亞那。生於當時仍是英屬圭亞那的西岸德梅拉拉的溫莎森林，他是 Joseph 及 Lucy Chung 八個子女的小兒子。鍾亞瑟在溫莎森林的 Blankenburg and Modern High School 就讀。
鍾亞瑟在畢業後，最初擔任見習測量員，其後成為註冊測量師。1940年代初期，鍾亞瑟前往英國深造，加入了倫敦的四個大律師公會之一的中殿律師學院（Middle Temple），並於1947年取得大律師的資格。之後他返回圭亞那，其後被任命成為暫委裁判官。1954年，獲委任為裁判官，並於1960年升任資深裁判官。他亦曾擔任圭亞那契約註冊局及圭亞那最高法院的司法常務官。之後他成為了副按察司（Puisne judge），並最終於1963年成為上訴庭法官。
當圭亞那在非裔的伯納姆的領導下，於1970年廢除君主制，成為共和國。當時的圭亞那國會票選出鍾亞瑟成為首任總統，並於1970年3月17日就任。十年後，圭亞那修改憲法，使總統成為具有行政權力的位置，伯納姆於1980年10月6日接替鍾亞瑟的總統職位。
2008年6月23日，鍾亞瑟在貝萊爾泉（Bel Air Springs）家中逝世。在他離世前的兩個月裡，他曾多次進出醫院，最後於6月20日出院返家。

## 家庭
1954年，鍾亞瑟與在溫莎森林的同鄉吳思群(Doreen Pamela Ng-See-Quan)結婚。二人育有二女一子。

## 外部連結
- Article on Arthur Chung in Kaieteur News （页面存档备份，存于）